# Daniel Amokachi
Daniel Owefin Amokachi (* 30. Dezember 1972 in Kaduna) ist ein ehemaliger nigerianischer Fußballspieler. Er machte zahlreiche Spiele für die nigerianische Fußballnationalmannschaft. Als solcher war er Teilnehmer bei den Weltmeisterschaften 1994 und 1998. Er trug auch zum Gewinn der Goldmedaille bei den Olympischen Spielen 1996 bei.
Nach seinem Karriereende als Aktiver begann er eine Laufbahn als Fußballtrainer.

## Karriere
Als er für die Ranchers Bees spielte, wurde er vom nigerianischen Nationaltrainer Clemens Westerhof entdeckt, der ihn zur Afrikameisterschaft 1990 brachte. Bald darauf wechselte er zum FC Brügge in Belgien. Nach guten Leistungen dort und bei der Weltmeisterschaft 1994 interessierte sich der FC Everton für Amokachi und nahm ihn für drei Mio. britische Pfund unter Vertrag. Er gewann mit diesem Verein 1995 den FA Cup, wobei er zwei Tore im Halbfinale schoss. Im Finale kam er nur kurzzeitig zum Einsatz, blieb den Fans aber in Erinnerung, weil er mit einer Baskenmütze feierte. Er blieb bis 1996 in Everton, ohne dass er den erhofften Eindruck machte, und wurde dann für 1,75 Mio. britische Pfund an Beşiktaş Istanbul weiterverkauft. Bei Beşiktaş Istanbul spielte Amokachi ganze drei Jahre lang (1996–1999).
Vor der Weltmeisterschaft 1998 war Amokachi verletzt, spielte nur ein Spiel und kämpfte in der Folge mit Knieproblemen. Nachdem er Beşiktaş 1999 verlassen hatte, war seine Karriere im Wesentlichen zu Ende. Er unterschrieb beim TSV 1860 München, bestand aber nicht die medizinischen Tests, woraufhin der Vertrag aufgelöst wurde. Aus dem gleichen Grund wurde er bei den Tranmere Rovers nicht angenommen. Amokachi trainierte daraufhin beim französischen Zweitligisten US Créteil, kämpfte aber weiter mit Verletzungsproblemen. Colorado Rapids, ein Verein der amerikanischen Liga MLS nahm ihn 2002 unter Vertrag, aber als man dort sah, dass er nicht fit genug war, entließ man ihn, bevor er ein Spiel spielen konnte. Er ging zum Spielen in die Vereinigten Arabischen Emirate, scheiterte dort jedoch wiederum wegen medizinischer Probleme.
Er ist nun Teil des nigerianischen Trainerteams, er hat zahlreiche weitere berufliche Möglichkeiten, da er auch ein Absolvent der New York Law School und damit ein voll ausgebildeter Anwalt ist.

## Erfolge als Spieler
- 1991: Belgischer Cup
- 1992: Belgische Meisterschaft
- 1995: FA-Cup
- 1998: Türkischer Cup